# Lista de condados da Flórida
A seguir uma lista dos 67 condados da Flórida.
| 1. Condado de Alachua 2. Condado de Baker 3. Condado de Bay 4. Condado de Bradford 5. Condado de Brevard 6. Condado de Broward 7. Condado de Calhoun 8. Condado de Charlotte 9. Condado de Citrus 10. Condado de Clay 11. Condado de Collier 12. Condado de Columbia 13. Condado de DeSoto 14. Condado de Dixie 15. Condado de Duval 16. Condado de Escambia 17. Condado de Flagler 18. Condado de Franklin 19. Condado de Gadsden 20. Condado de Gilchrist 21. Condado de Glades 22. Condado de Gulf 23. Condado de Hamilton 24. Condado de Hardee 25. Condado de Hendry 26. Condado de Hernando 27. Condado de Highlands 28. Condado de Hillsborough 29. Condado de Holmes 30. Condado de Indian River 31. Condado de Jackson 32. Condado de Jefferson 33. Condado de Lafayette 34. Condado de Lake |  | 35. Condado de Lee 36. Condado de Leon 37. Condado de Levy 38. Condado de Liberty 39. Condado de Madison 40. Condado de Manatee 41. Condado de Marion 42. Condado de Martin 43. Condado de Miami-Dade 44. Condado de Monroe 45. Condado de Nassau 46. Condado de Okaloosa 47. Condado de Okeechobee 48. Condado de Orange 49. Condado de Osceola 50. Condado de Palm Beach 51. Condado de Pasco 52. Condado de Pinellas 53. Condado de Polk 54. Condado de Putnam 55. Condado de Santa Rosa 56. Condado de Sarasota 57. Condado de Seminole 58. Condado de St. Johns 59. Condado de St. Lucie 60. Condado de Sumter 61. Condado de Suwannee 62. Condado de Taylor 63. Condado de Union 64. Condado de Volusia 65. Condado de Wakulla 66. Condado de Walton 67. Condado de Washington |